# Heinrich Wilhelm Krausnick
Heinrich Wilhelm Krausnick (né le 30 mars 1797 à Potsdam, mort le 14 décembre 1882 à Berlin) est bourgmestre-gouverneur de Berlin de 1834 à 1848 puis de 1851 à 1862.

## Biographie
En 1816, il s'inscrit à l'université de Berlin pour étudier le droit, où il devient membre du Corps Marchia Berlin (de). Il devient assesseur et juriste à la cour de Berlin. En 1826, il s'en va à la cour de Breslau puis revient à la capitale en 1830 auprès de la Kammergericht. En 1831, il intègre le ministère prussien de la Justice.
Krausnick est élu en 1834 bourgmestre-gouverneur par le conseil municipal de Berlin pour succéder à Friedrich von Bärensprung. En pleine Révolution de Mars 1848, il perd son mandat au profit de l'élu libéral Franz Christian Naunyn, mais il le reprend trois ans plus tard.
Au cours de son mandat en 1861, les villes de la banlieue Moabit, Wedding, le Schöneberger Vorstadt et le Tempelhofer Vorstadt fusionnent avec Berlin.
À partir de 1854, Krausnick est membre de la Chambre des seigneurs de Prusse.
Krausnick démission de bourgmestre-gouverneur de Berlin en 1862, le conseil municipal propose Karl Theodor Seydel pour lui succéder. Sydel est élu avec 72 voix sur 91 le 15 mai 1862 et prend ses fonctions le 12 janvier 1863.